# Stemma della città di Londra

Stemma della città

Logo attualmente usato

Lo stemma della città di Londra consiste in uno scudo d'argento su cui si trova una croce di rosso, nel primo quarto del quale è presente una spada collocata in palo. Sostengono lo scudo due sostegni a forma di draghi d'argento caricati di una croce di rosso. Il tutto è timbrato da un elmo con cercine e svolazzi di argento e rosso, sormontato da un cimiero a forma di ala di drago d'argento caricata da una croce di rosso. Spesso vengono solo riportati il cercine e il cimiero.
Quest'arma è il simbolo della città di Londra (la city), la Grande Londra ha avuto, a seconda dell'ente incaricato di gestirla, uno stemma differente. Tutti gli altri 32 borghi di Londra hanno i loro propri stemmi.
Nella parte inferiore dello scudo appare, riportato su un nastro, il motto della città Domine Dirige Nos (solitamente il motto si riduce alla parola Dirige) che significa "Signore guidaci".
La croce rossa in campo argento (o bianco) è conosciuta come Croce di San Giorgio ed è l'emblema dell'Inghilterra. La spada simboleggia san Paolo, santo patrono della città. Lo stemma con la croce di San Giorgio e la spada di San Paolo fu adottato nell'anno 1381. La versione attuale, che riporta i due sostegni a forma di drago, risale al secolo XVII.